# Атикамек (народ)
Атикамек — индейский народ. Коренное население района, расположенного в долине святого Маврикия в Квебеке и называемого этим народом Нитаскинан («Наша земля»).  Язык — атикамек, относящийся к подгруппе кри алгонкинских языков.
В начале XXI века их численность составляла около 4500 человек Самоназвание дословно означает «сиг», иногда транскрибируется как Ahtikamekw, Attikamekw, Attikamek, Attimewk или Atikamek. Французские колонисты называли их Têtes-de-Boules, что значит «круглоголовые».
Ранее были связаны с народом инну, который был их союзником против эскимосов. Сейчас одна из главных общин атикамек — Мануан, расположенный примерно в 160 км к северо-востоку от Монреаля.
Атикамек сохраняют в повседневном употреблении свой язык, но их традиционный образ жизни почти утрачен. Традиционно занимались земледелием, а также рыболовством, охотой и собирательством. Сейчас земли племени в значительной мере захвачены лесозаготовительными компаниями. Отдельные семьи зарабатывают на жизнь, изготовляя каноэ и традиционные корзины из бересты.